# Paphinia litensis
Espèce
Paphinia litensis est une espèce de plantes à fleurs de la famille des Orchidaceae (les orchidées) et de la sous-tribu des Stanhopeinae, endémique d'Équateur.
Cette plante a été trouvée en compagnie de Paphinia hirtzii et Paphinia benzingii. La présence de trois espèces de Paphinia suggère que leurs pollinisateurs, les abeilles euglossines mâles, sont attirées de manière spécifique et participent à maintenir l’intégrité des espèces. Les fleurs de cette espèce sont similaires à celles de Paphinia neudeckeri mais la base de la griffe du labelle est truncate-sagittate. Les fleurs sont grandes (15 cm) et sont de couleur jaune orangé avec des marques rouges sur les segments floraux. La couleur orange est à ce jour unique dans le genre Paphinia.

## Répartition et biotope
La plante type a été découverte en janvier 1987 au km 9 de la route Lita-San Lorenzo, dans la province équatorienne d'Esmeraldas à 750 m d'altitude. La région est extrêmement humide avec plus de 6 000 mm de précipitations annuelles. La flore de cette région se rattache à la forêt pluviale de piémont du département de Chocó en Colombie.

## Étymologie
Son nom d'espèce, litensis, lui a été donné en référence à la ville de Lita en Équateur près de laquelle la plante a été découverte.

## Diagnose
Affinis Paphinia neudeckeri Jenny, sed basi labelli truncata sagittiforme extensa diversa.
- Dodson & Neudecker, 1991 : Die Orchidee, vol. 42, n. 2, p. 81.

## Culture
Aucune information disponible.